# دانشکده الهیات و ادیان دانشگاه شهید بهشتی
دانشکده الهیات و ادیان دانشگاه شهید بهشتی، یکی از ۱۹ دانشکده این دانشگاه است که در سال ۱۳۴۱ تأسیس شده‌است.

## تاریخچه
دانشکده الهیات و ادیان با نام گروه معارف اسلامی فعالیت خود را آغاز نمود. این دانشکده در ابتدا به لحاظ سازمانی تحت پوشش نهاد نمایندگی مقام معظم رهبری در دانشگاه‌ها اداره می‌شد، اما در سال ۱۳۷۰ گروه به طور مستقل مستقیماً زیر نظر ریاست دانشگاه درآمد. در هر نیمسال تحصیلی با ارائه حدود ۱۷۰ گروه درسی حدوداً شش هزار دانشجو با این گروه انتخاب واحد می‌نمایند.
گروه معارف اسلامی به عنوان گروه برتر در بین گروه‌های معارف اسلامی سراسر کشور شناخته شده و در بین دانشکده‌های دانشگاه با اختلاف ۰۱٪ درصد، رتبه دوم را احراز کرده‌است.
در سال ۱۳۸۶ دانشکده الهیات و ادیان پس از طی بررسی‌های کارشناسی در شورای آموزشی و شورای تحصیلات تکمیلی دانشگاه به تأیید شورای دانشگاه و پس از آن هیئت امنای دانشگاه رسید.

## امکانات

### نشریات
از جمله نشریات این دانشکده می‌توان به فصلنامه علمی - پژوهشی فلسفه و کلام اسلامی، آینه معرفت اشاره کرد.

### کتابخانه
کتابخانه دانشکده الهیات و ادیان با بیش از ۵۰۰۰ جلد کتاب (طبق آمار گزارش عملکرد سال ۱۳۸۶ کتابخانه مرکزی) فعالیت می‌کند. فعالیتهای فنی این کتابخانه تحت نظارت کتابخانه مرکزی می‌باشد.
در این کتابخانه یک واحد کوچک دیداری شنیداری نیز وجود دارد که در آن تعدادی نوارهای دیداری و شنیداری تخصصی برای استفاده استادان ومحققان موجود است.

## رشته‌ها و گرایشات
دانشکده الهیات و ادیان در سال ۱۳۹۸ گروه‌های آموزشی زیر را دارد:
- فلسفه و کلام
- ادیان و عرفان
- تاریخ و تمدن ملل اسلامی
- معارف اسلامی
- مدرسی معارف اسلامی